# Allium amethystinum
Allium amethystinum — вид трав'янистих рослин родини амарилісові (Amaryllidaceae), поширений в Італії, на Балканському півострові, островах Середземного моря, у західній Туреччині, Кіпрі.

## Опис
Цибулина ≈куляста, діаметром 1.5–2 см; зовнішні оболонки білі, перетинчасті; цибулинки зазвичай відсутні, якщо вони є, то сірувато-жовті з сітчастою поверхнею. Листків 3–5, порожнисті, 2–8 мм завширшки. Зонтик 2.5–6.5 см діаметром, квітконіжки центральних квітів удвічі довші за інші. Оцвітина циліндрична; сегменти фіолетові, вузько довгасті або довгасто-еліптичні, тупі або усічені; зовнішні 3–4.5 мм, зазвичай коротші та ширші, ніж внутрішні. Коробочки ≈ 4 мм, трикутно-кулясті, виступають з оцвітини. 2n=16.

## Поширення
Поширений у південній Європі (Албанія, Боснія та Герцеговина, Болгарія, Хорватія, Греція (материкова частина, Східноегейські острови, Крит), Італія (материкова частина, Сицилія), Мальта, Чорногорія, Північна Македонія, Сербія, Словенія), Кіпрі, зх. Туреччині.
Зростає на висотах від 0 до 1600 м н. р. м. Цей вид можна знайти в добре дренованих, сонячних районах у скелястих місцях, макісі, відкритих Pinus лісах, а також на оброблюваних і покинутих полях. Цвіте з травня по червень.

## Загрози й охорона
Виду загрожує урбанізацією та використанням гербіцидів.
Вид перебуває під охороною у Болгарії й має статус NT у Кіпрі.